# フェイト・オブ・ネイションズ
『フェイト・オブ・ネイションズ』（Fate of Nations）は、イギリスのロック・ボーカリスト、ロバート・プラントが1993年に発表したソロ名義では6作目のスタジオ・アルバム。

## 背景
プラント自身は、モビー・グレープ等1960年代のアメリカ西海岸の音楽にインスパイアされた作品だと説明している。なお、「コーリング・トゥ・ユー」のヨーロッパ盤CDシングルには、モビー・グレープの「Naked If I Want To」と「8'05」のカヴァーが収録された。
前作『マニック・ネヴァーナ』（1990年）録音時のバンドに加えて、カッティング・クルーのケヴィン・マクマイケル、元イット・バイツのフランシス・ダナリー、クラナドのモイア・ブレナン、元フェアポート・コンヴェンションのリチャード・トンプソン等、多数のミュージシャンが起用された。本作でプラントと初共演したマイケル・リーは、その後ジミー・ペイジ&ロバート・プラントのレコーディングやツアーにも参加している。
「アイ・ビリーヴ」は、レッド・ツェッペリン時代の楽曲「オール・マイ・ラヴ」と同様、5歳で急死したプラントの息子カラックに捧げられた。
プラントは本作を最後に、ソロ活動を一度中断し、1994年よりジミー・ペイジ&ロバート・プラントとしての活動に入る。なお、「コーリング・トゥ・ユー」はジミー・ペイジ&ロバート・プラントのライブでも演奏された。

## 反響
全英アルバムチャートでは8週チャート圏内に入り、最高6位を記録。アメリカのBillboard 200では34位に終わり、プラントのソロ・アルバムとしては初めてトップ20入りを逃す結果となるが、1993年12月にはRIAAによってゴールドディスクに認定された。
本作からのシングルは、「29パームス」が全英21位、「アイ・ビリーヴ」が全英64位、「イフ・アイ・ワー・ア・カーペンター」が全英63位に達した。

## アメリカ盤リマスターCD
2007年にライノ・エンタテインメントから発売されたアメリカ盤リマスターCDには、ヨーロッパ盤や日本盤に収録されていた「カラーズ・オブ・ア・シェード」を含むボーナス・トラックが5曲収録された。

## 収録曲
アメリカやカナダでは、8.を除く11曲入りで発売された。
1. コーリング・トゥ・ユー - "Calling to You" (Robert Plant, Chris Blackwell) – 5:48
2. ダウン・トゥ・ザ・シー - "Down to the Sea" (R. Plant, Charlie Jones) – 4:00
3. カム・イントゥ・マイ・ライフ - "Come Into My Life" (R. Plant, C. Blackwell, Doug Boyle, Kevin MacMichael) – 6:32
4. アイ・ビリーヴ - "I Believe" (R. Plant, Phil Johnstone) – 4:32
5. 29パームス - "29 Palms" (R. Plant, C. Blackwell, D. Boyle, P. Johnstone, C. Jones) – 4:51
6. メモリー・ソング - "Memory Song (Mello Hello)" (R. Plant, D. Boyle, P. Johnstone, C. Jones, Oliver Woods) – 5:22
7. イフ・アイ・ワー・ア・カーペンター - "If I Were a Carpenter" (Tim Hardin) – 3:45
8. カラーズ・オブ・ア・シェード - "Colours of a Shade" (R. Plant, P. Johnstone, C. Blackwell, Maartin Allcock) – 4:43
9. プロミスト・ランド - "Promised Land" (R. Plant, P. Johnstone) – 4:58
10. ザ・グレイテスト・ギフト - "The Greatest Gift" (R. Plant, C. Blackwell, P. Jonstone, C. Jones, K. MacMichael) – 6:53
11. グレイト・スピリット - "Great Spirit" (R. Plant, P. Johnstone, K. MacMichael) – 5:27
12. ネットワーク・ニュース - "Network News" (R. Plant, C. Blackwell) – 6:42

### 2007年リマスターCD
1. "Calling to You" (R. Plant, C. Blackwell) – 5:48
2. "Down to the Sea" (R. Plant, C. Jones) – 4:00
3. "Come Into My Life" (R. Plant, C. Blackwell, D. Boyle, K. MacMichael) – 6:32
4. "I Believe" (R. Plant, P. Johnstone) – 4:32
5. "29 Palms" (R. Plant, C. Blackwell, D. Boyle, P. Johnstone, C. Jones) – 4:51
6. "Memory Song (Mello Hello)" (R. Plant, D. Boyle, P. Johnstone, C. Jones, Oliver Woods) – 5:22
7. "If I Were a Carpenter" (T. Hardin) – 3:45
8. "Promised Land" (R. Plant, P. Johnstone) – 4:58
9. "The Greatest Gift" (R. Plant, C. Blackwell, P. Jonstone, C. Jones, K. MacMichael) – 6:53
10. "Great Spirit" (R. Plant, P. Johnstone, K. MacMichael) – 5:27
11. "Network News" (R. Plant, C. Blackwell) – 6:42
12. "Colours of a Shade" (R. Plant, P. Johnstone, C. Blackwell, M. Allcock) – 4:46
13. "Great Spirit (Acoustic Mix)" (R. Plant, P. Johnstone, K. MacMichael) – 3:54
14. "Rollercoaster (Demo)" (R. Plant, C. Blackwell, D. Boyle, P. Johnstone, C. Jones) – 4:02
15. "8'05" (Don Stevenson, Jerry Miller) – 1:50
16. "Dark Moon (Acoustic)" (R. Plant, Rainer Ptacek) – 4:57

## 参加ミュージシャン
- ロバート・プラント - ボーカル、ギター
- ケヴィン・マクマイケル - ギター、バッキング・ボーカル
- オリヴァー・ウッズ - ギター
- フランシス・ダナリー - ギター
- リチャード・トンプソン - ギター
- ダグ・ボイル - ギター
- フィル・ジョンストン - ハーモニウム、ピアノ、オルガン、エレクトリックピアノ、シンセサイザー、バッキング・ボーカル
- フィリップ・アンドリュース - キーボード
- チャーリー・ジョーンズ - ベース
- ピート・トンプソン - ドラムス、パーカッション
- クリス・ヒューズ - ドラムス、エオリアン・パイプ
- マイケル・リー - ドラムス
- クリス・ブラックウェル - ドラムス
- ナイジェル・ケネディ - ヴァイオリン
- Navazish Ali Khan - ヴァイオリン
- ナイジェル・イートン - ハーディ・ガーディ
- マーティン・オールコック - マンドリン、エオリアン・パイプ、ギター、ベース
- Sursie Singh - サーランギー
- Gurdev Singh - ディルルバ、サロード
- モイア・ブレナン - バッキング・ボーカル
- ジュリアン・テイラー - バッキング・ボーカル
- スティーヴ・フレンチ - バッキング・ボーカル
- ジョン・フリン - バッキング・ボーカル
- Lynton Maiff - ストリングス・アレンジ